# Michael Madsen (Eishockeyspieler)
Michael Madsen (* 21. November 1980) ist ein dänischer Eishockeytorwart, der zuletzt bei SønderjyskE Ishockey in der dänischen Metal Ligaen unter Vertrag stand. Sein Vater Bent Madsen war ebenfalls ein professioneller Eishockeyspieler.

## Spielerkarriere
Michael Madsen wechselte nach seiner Juniorenzeit nach Nordamerika, wo er eine Spielzeit lang für die Bracebridge Bears in der Ontario Minor Hockey Association zwischen den Pfosten stand. 1997 kehrte Madsen nach Dänemark zurück. Dort spielte er fünf Jahre lang in der höchsten Spielklasse, die zu dieser Zeit noch den Namen Eliteserien trug, für die Vojens Lions und wechselte dann zum Ligakonkurrenten Hvidovre IK. Der Däne verließ das Team jedoch noch während der laufenden Spielzeit 2002/03 in Richtung Rungsted Cobras. Von 2004 bis 2007 stand der Torwart für die Herlev Eagles, die seit 2005 den Namen Herlev Hornets tragen, auf dem Eis. Dieses Engagement wurde nur durch ein kurzes Gastspiel in der Meisterrunde der deutschen Oberliga 2006 unterbrochen als Madsen einen Vertrag beim Heilbronner EC unterschrieb. Zwar absolvierte der Däne für die Unterländer nur insgesamt 15 Spiele, dennoch wurde er im Februar von den Vereinsanhängern zum „Spieler des Monats“ gewählt.
In der Saison 2006/07 stand der Däne für Vaasan Sport in der Mestis, der zweithöchsten finnischen Spielklasse, zwischen den Pfosten. Über die Rødovre Mighty Bulls, mit denen er 2008 Pokalsieger wurde, gelangte der Torwart zur Saison 2008/09 wieder zu seinem Ex-Klub aus Hvidovre, der in der Zwischenzeit seinen Namen in Totempo HvIK geändert hatte. Ab der Saison 2011/12 spielte er wieder für SønderjyskE Ishockey in der AL-Bank Ligaen. 2013 gewann er mit dem Klub den dänischen Meistertitel.
Während der Saison 2013/14 bekam er im November einen Kurzzeitvertrag von SønderjyskE und wurde im Januar 2014 als dritter Torhüter verpflichtet. Insgesamt kam er jedoch nur zu drei Einsätzen in der gesamten Saison.

### International
Für Dänemark nahm Madsen im Juniorenbereich an der U18-Junioren-B-Europameisterschaft 1998 sowie der U20-Junioren-B-Weltmeisterschaft 2000 teil. Im Seniorenbereich stand er im Aufgebot seines Landes bei der B-Weltmeisterschaft 2002 sowie den A-Weltmeisterschaften 2003, 2004, 2005, 2006 und 2007.

## Erfolge und Auszeichnungen
- 2002 Aufstieg in die Top-Division bei der Weltmeisterschaft der Division I
- 2008 Dänischer Pokalsieger mit den Rødovre Mighty Bulls